# Pietro Bordino
Pietro Bordino, italijanski dirkač, * 22. november 1887, Torino, Italija, † 15. april 1928, Alessandria, Italija.

## Življenjepis
Pietro Bordino se je rodil 22. novembra 1887 v italijanskem mestu Torino. Svojo prvo in najpomembnejšo zmago je dosegel v sezoni 1922, ko je zmagal na dirki za Veliko nagrado Italije, eno le dveh dirk najvišjega tipa Grandes Épreuves v tej sezoni. Tudi svojo drugo in zadnjo zmago je dosegel na dirkališču Autodromo Nazionale Monza, tokrat na dirki za Veliko nagrado Milana v sezoni 1927. Na treningu pred dirko za Veliko nagrado Alessandrie v naslednji sezoni 1928 se je smrtno ponesrečil, ko je zadel psa, zaradi česar se je dirkalnik večkrat prevrnil, dokler ni pristal v bližnji reki obrnjen na glavo, zaradi česar je Pietro Bordino utonil.